# Tomás Podstawski
Tomás Martins Podstawski (ur. 30 stycznia 1995 w Porto) – portugalski piłkarz polskiego pochodzenia występujący na pozycji pomocnika.

## Życie prywatne
Matka Podstawskiego, Maria, była reprezentantką Portugalii w gimnastyce, zaś ojciec Włodzimierz grał w koszykówkę w Astorii Bydgoszcz i piłkę ręczną w Warszawiance. Dwaj młodsi bracia Podstawskiego, Antonio i Filipe, występują w juniorskich zespołach Boavisty.

## Kariera klubowa
Rozpoczął swoją karierę w Boaviście, jednak w 2008 roku trafił do FC Porto, gdzie występował w drużynach młodzieżowych. W lutym 2012 roku Podstawski został powołany do kadry pierwszego zespołu na rewanżowe spotkanie Ligi Europy z angielskim Manchesterem City, ostatecznie jednak przesiedział cały mecz na ławce rezerwowych. 12 sierpnia 2013 roku zadebiutował w zespole rezerw podczas meczu ligowego z SC Beira-Mar.

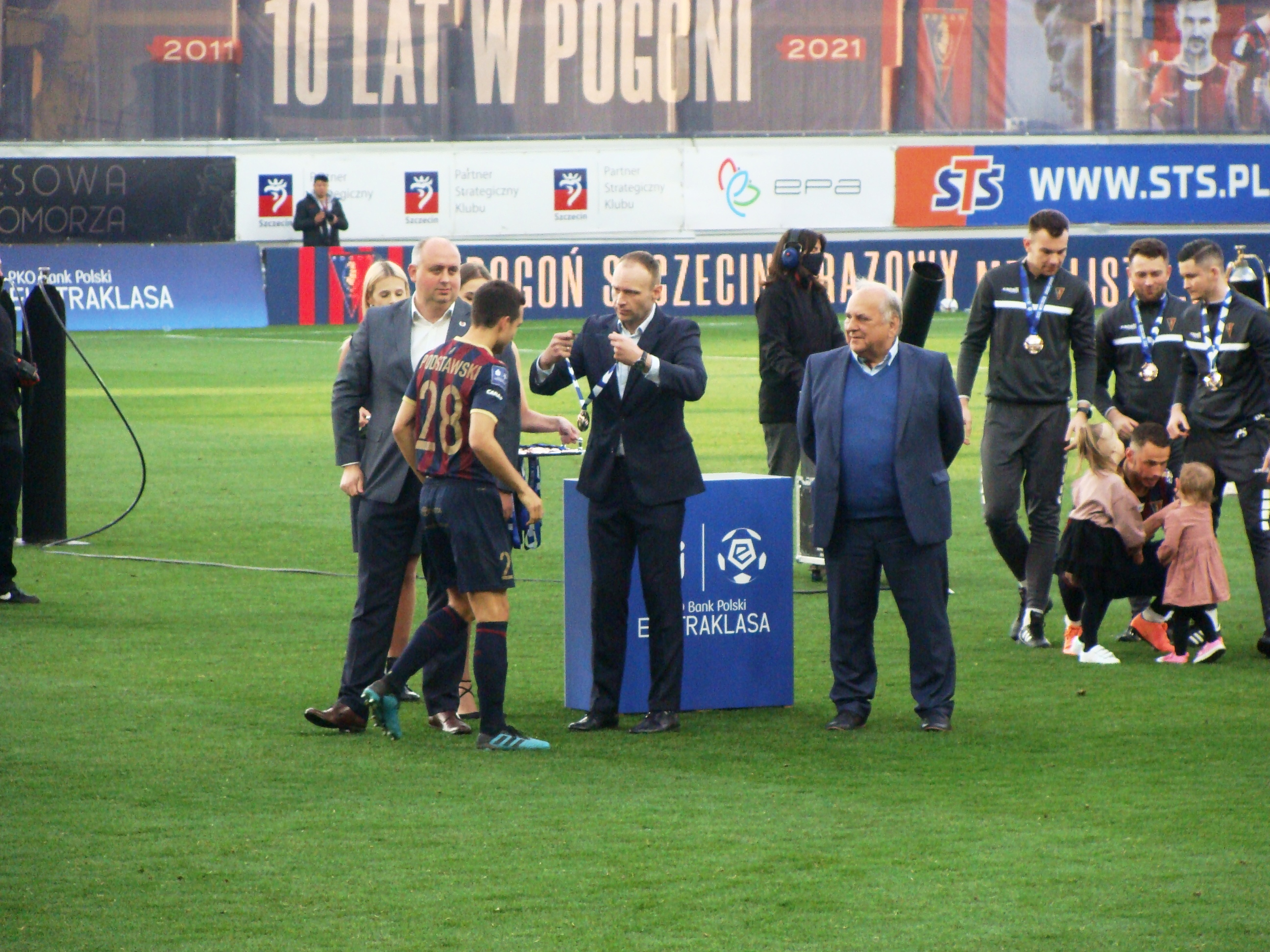
Tomas Podstawski odbiera medal za zdobycie III miejsca w Ekstraklasie w sezonie 2020/2021

## Kariera reprezentacyjna
Był kapitanem reprezentacji Portugalii do lat 17. Wraz z kadrą do lat 19 wziął udział w młodzieżowych Mistrzostwach Europy, na których Portugalia zajęła miejsca 3.-4.. Uczestniczył w Igrzyskach Olimpijskich 2016.

## Sukcesy
Portugalia
- Mistrzostwa Europy UEFA do lat 19: 2013
- Mistrzostwa Europy UEFA do lat 19: 2014[3]
- ćwierćfinał Igrzysk Olimpijskich 2016 w Brazylii

Pogoń Szczecin
- III miejsce w Ekstraklasie: 2020/2021

## Statystyki

### Klubowe
(aktualne na dzień 1 czerwca 2021)
| Klub               | Sezon              | Liga               | Liga  | Liga   | Puchar kraju | Puchar kraju | Inne  | Inne   | Suma  | Suma   |
| Klub               | Sezon              | Liga               | Mecze | Bramki | Mecze        | Bramki       | Mecze | Bramki | Mecze | Bramki |
| ------------------ | ------------------ | ------------------ | ----- | ------ | ------------ | ------------ | ----- | ------ | ----- | ------ |
| Porto B            | 2013/2014          | LigaPro            | 24    | 0      | –            | –            | –     | –      | 24    | 0      |
| Porto B            | 2014/2015          | LigaPro            | 37    | 0      | –            | –            | –     | –      | 37    | 0      |
| Porto B            | 2015/2016          | LigaPro            | 38    | 1      | –            | –            | –     | –      | 38    | 1      |
| Porto B            | 2016/2017          | LigaPro            | 8     | 0      | –            | –            | –     | –      | 8     | 0      |
| Porto B            | Łącznie w Porto    | Łącznie w Porto    | 107   | 1      | 0            | 0            | 0     | 0      | 107   | 1      |
| Vitória Setúbal    | 2017/2018          | Primeira Liga      | 25    | 1      | 1            | 0            | 5     | 0      | 31    | 1      |
| Pogoń Szczecin     | 2018/2019          | Ekstraklasa        | 30    | 1      | 1            | 0            | –     | –      | 31    | 1      |
| Pogoń Szczecin     | 2019/2020          | Ekstraklasa        | 27    | 1      | 2            | 0            | –     | –      | 29    | 1      |
| Pogoń Szczecin     | 2020/2021          | Ekstraklasa        | 20    | 1      | 1            | 0            | –     | –      | 21    | 1      |
| Pogoń Szczecin     | Łącznie w Pogoni   | Łącznie w Pogoni   | 77    | 3      | 4            | 0            | 0     | 0      | 81    | 3      |
| Łącznie w karierze | Łącznie w karierze | Łącznie w karierze | 209   | 5      | 5            | 0            | 5     | 0      | 219   | 5      |

### Reprezentacyjne
(wybrane mecze U-21, U-23)
| Data              | Reprezentacja | Miejsce                              | Mecz  | Gole | Rozgrywki   |
| ----------------- | ------------- | ------------------------------------ | ----- | ---- | ----------- |
| 12 listopada 2015 | U-21          | Estádio Municipal de Arouca, Arouca  | : 4:0 |      | el. ME U-21 |
| 17 listopada 2015 | U-21          | Stadion ha-Moszawa, Petach Tikwa     | : 0:3 |      | el. ME U-21 |
| 24 marca 2016     | U-21          | Estádio de São Miguel, Ponta Delgada | : 4:0 |      | el. ME U-21 |
| 4 sierpnia 2016   | U-23          | Stadion Olimpijski, Rio de Janeiro   | : 2:0 |      | IO 2016     |
| 7 sierpnia 2016   | U-23          | Stadion Olimpijski, Rio de Janeiro   | : 1:2 |      | IO 2016     |
| 10 sierpnia 2016  | U-23          | Estádio Mineirão, Belo Horizonte     | : 1:1 |      | IO 2016     |
| 13 sierpnia 2016  | U-23          | Estádio Nacional, Brasília           | : 0:4 |      | IO 2016     |